# Динейтрон
Динейтро́н — гипотетическая короткоживущая частица, состоящая из двух нейтронов. Может рождаться (как кратковременно существующее слабо несвязанное состояние с энергией связи −70 кэВ) в (t, p)-реакциях, когда тритон оставляет два своих нейтрона ядру-мишени. Динейтрон может существовать как связанная система вблизи поверхности нейтронноизбыточных ядер или нейтронных звёзд. Так, были обнаружены указания на кратковременное образования динейтрона (и дипротона) при распаде возбуждённого уровня ядер 6He, а также 6Be, 5H, 6H, 8He и основного состояния 16Be.
Из рассмотрения первичного нуклеосинтеза установлено, что даже если вариации фундаментальных констант (например, массы пиона) привели к изменению энергии связи динейтрона, эта энергия не превышала 2,5 МэВ в первые минуты после Большого Взрыва; в противном случае наблюдающееся обилие гелия и дейтерия во Вселенной было бы иным.
Группа исследователей в 2012 году заявила о вероятном обнаружении динейтрона при распаде нейтронно-избыточного ядра 16Be; для этого нуклида в основном состоянии законом сохранения энергии запрещён распад с вылетом одного нейтрона (16Be → 15Be + n), но разрешён распад с эмиссией двух нейтронов (16Be → 14Be + n + n). Существование короткоживущего свободного динейтрона, возникающего на промежуточной стадии распада 16Be → 14Be + 2n → 14Be + n + n, обосновывалось малостью среднего угла между направлениями вылета двух детектируемых при распаде нейтронов. Однако корректность такой интерпретации экспериментальных данных была оспорена другой группой физиков на том основании, что в расчётах трёхтельного распада 14Be + n + n авторы пренебрегли взаимодействием между испускаемыми нейтронами, которое также может объяснить наблюдаемые корреляции углов вылета. Таким образом, существование свободного динейтрона остаётся гипотетическим.